# Mario Balotelli
Mario Balotelli, all'anagrafe Mario Balotelli Barwuah (Palermo, 12 agosto 1990), è un calciatore ghanese naturalizzato italiano, di ruolo attaccante, svincolato. Con la nazionale italiana è diventato vicecampione d'Europa nel 2012.
Soprannominato Super Mario, in giovane età venne inserito nella lista dei 100 migliori giovani calciatori stilata da Don Balón ed era ampiamente considerato come uno dei talenti più promettenti al mondo, tanto da venire inserito nella classifica del Pallone d'oro FIFA 2012 all'età di soli 22 anni. Tuttavia, nel corso degli anni non è riuscito a esprimere appieno il potenziale riconosciutogli, offrendo un rendimento spesso discontinuo, fatto imputabile a limiti caratteriali. Sia sui campi da gioco sia nella vita privata si è reso infatti spesso protagonista di controversi episodi, divenuti noti come balotellate.
Vincitore, a livello giovanile, di un campionato Primavera e un Torneo di Viareggio nelle file dell'Inter, nell'arco di tre stagioni in prima squadra ha conquistato tre scudetti, una Coppa Italia, una Supercoppa italiana e una Champions League. Trasferitosi al Manchester City, ha ampliato il proprio palmarès con una Premier League, una FA Cup e una FA Community Shield. Nel corso della sua carriera ha giocato anche con le maglie di Milan, Liverpool, Nizza, Olympique Marsiglia, Brescia, Monza e Sion.
Con 62 reti realizzate tra Premier League e Ligue 1, risulta essere inoltre il terzo calciatore italiano ad avere segnato più gol nei quattro principali campionati europei all'infuori dell'Italia (ovvero Inghilterra, Francia, Germania e Spagna), alle spalle di Paolo Di Canio (66) e Giuseppe Rossi (65).
Nel 2010 esordisce con la nazionale italiana per poi raggiungere due anni più tardi la finale dell'Europeo del 2012, dove si laurea capocannoniere del torneo con tre reti (al pari di altri cinque giocatori) divenendo il miglior marcatore italiano nella storia della competizione, a pari merito con Antonio Cassano. In seguito raggiunge con la nazionale il terzo posto alla Confederations Cup del 2013, dove con due gol realizzati diventa anche qui il miglior marcatore italiano nella storia della competizione, a pari merito con Daniele De Rossi e Giuseppe Rossi. Partecipa poi anche al Mondiale del 2014, dove la nazionale esce al primo turno.

## Biografia

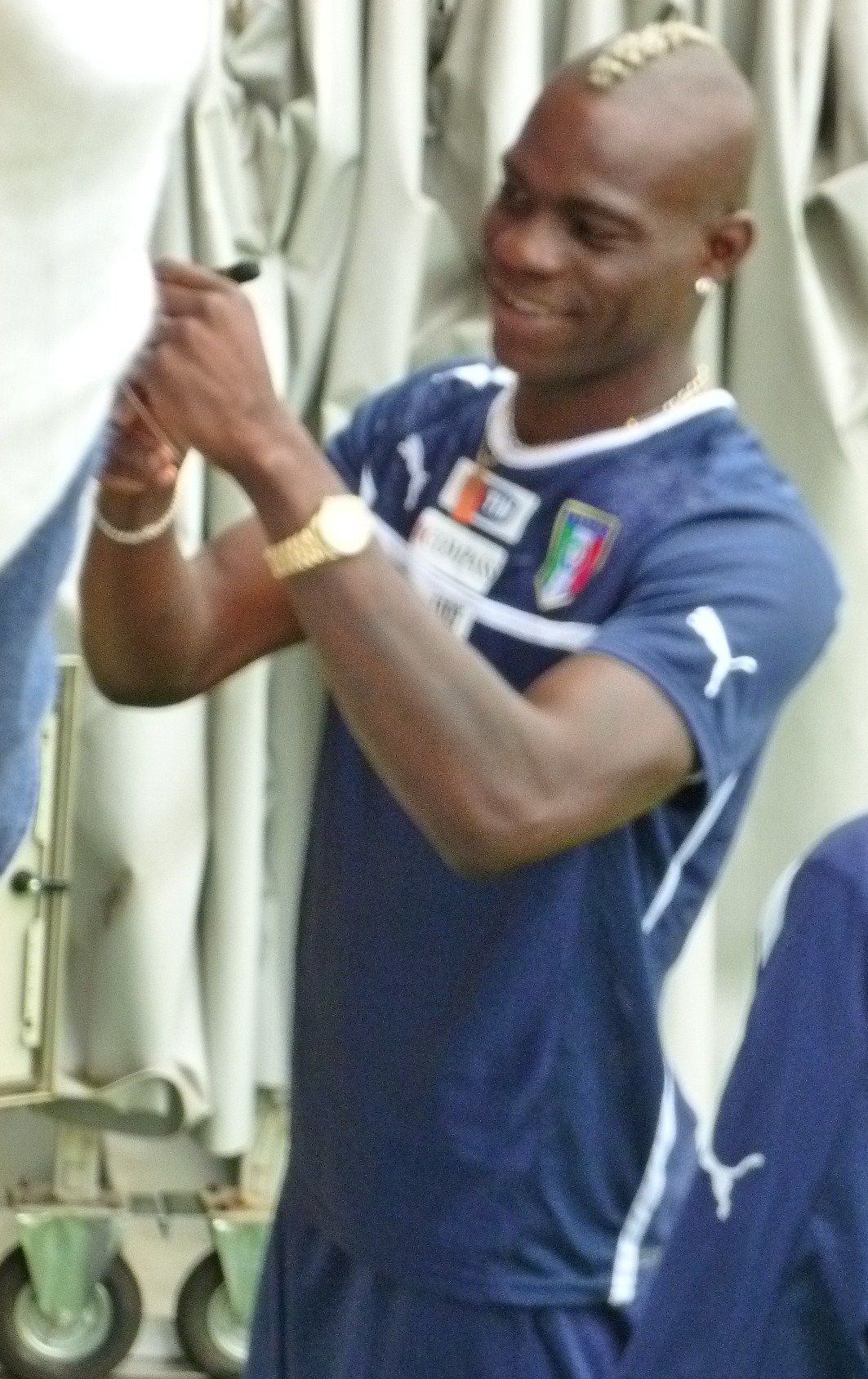
Balotelli mentre firma autografi ai tifosi nel 2012

Nasce a Palermo, nel quartiere di Borgo Nuovo, da Thomas, domestico e operaio edile, e Rose Barwuah, immigrati ghanesi. Poco dopo la sua nascita, i genitori si trasferiscono a Bagnolo Mella, in provincia di Brescia, in cerca di lavoro. Nei primi tre anni di vita Balotelli ha dei gravi problemi intestinali, per i quali è sottoposto a una serie di interventi chirurgici, e le sue condizioni migliorano verso la fine del 1992. I problemi di salute di Mario e le difficoltà economiche spingono i Barwuah a chiedere l'aiuto dei servizi sociali, che raccomandano l'affido familiare. Balotelli accuserà poi i genitori naturali di essersi disinteressati di lui, acconsentendo che un'altra famiglia lo crescesse e reclamandone il ritorno a casa solo in seguito alla sua notorietà.
Nel 1993 è affidato dal tribunale per i minorenni alla famiglia Balotelli, in provincia di Brescia. Inizialmente sta con i Balotelli durante la settimana e torna dai Barwuah nei fine settimana, ma in seguito viene stabilito il trasferimento definitivo a casa dei Balotelli, dove cresce insieme ai tre figli della coppia. I due fratelli maggiori, Giovanni e Corrado, aiutano i genitori a prendersi cura di lui e lo seguono nella sua attività di calciatore, diventando i suoi procuratori. La madre adottiva, Silvia, è figlia di ebrei sopravvissuti alla Shoah, mentre la sorella, Cristina Balotelli, è giornalista per Il Sole 24 Ore e inviata di guerra di Radio 24.
In base alla legge n. 91 del 5 febbraio 1992, Balotelli ha dovuto attendere il compimento del 18º anno di età per poter ottenere la cittadinanza italiana, poiché il suo affido non era stato convertito in adozione. Il 13 agosto 2008, in una cerimonia ufficiale, il sindaco di Concesio gli ha consegnato la carta d'identità italiana. In quell'occasione Balotelli dichiarò:

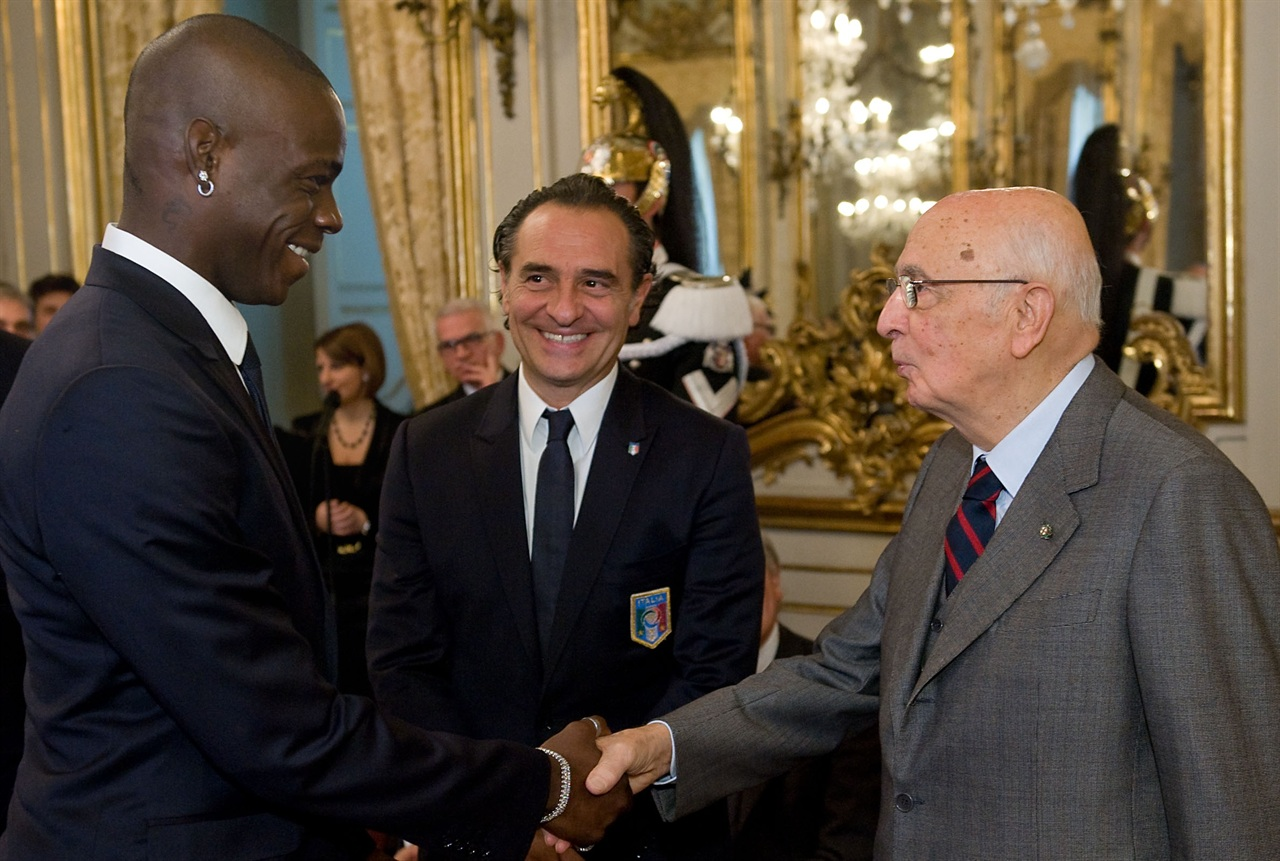
Balotelli incontra il presidente della Repubblica Giorgio Napolitano al Quirinale nel 2011

A 8 anni s'iscrive agli scout, praticando anche karate, atletica, nuoto, judo e pallacanestro, per poi scegliere solo successivamente la strada calcistica.
Nel luglio 2010 si è diplomato in ragioneria con il voto di 60/100. Mario ha anche tre fratelli naturali: Enock, calciatore dilettante, Abigail e Angel Barwuah. Nel luglio 2012 la modella e showgirl Raffaella Fico ha rivelato di aspettare una figlia da Balotelli, nata nel 2012 e chiamata Pia. Balotelli ha riconosciuto la figlia il 5 febbraio 2014. Nel settembre 2017 è nato il suo secondo figlio, Lion, avuto da un'altra relazione.
Il 1º novembre 2012 la rivista Time gli ha dedicato la copertina dell'edizione internazionale e il 4 aprile 2013 lo ha incluso nella lista dei 100 uomini più influenti al mondo nel 2012. Il 21 agosto 2013 la rivista statunitense Sports Illustrated gli ha dedicato la copertina, definendolo "The Most Interesting Man in the World" (l'uomo più interessante al mondo).

## Caratteristiche tecniche
Attaccante forte fisicamente e resistente allo sforzo, è dotato inoltre di classe, qualità, dribbling e grande potenza di tiro con entrambi i piedi, sebbene prediliga il destro. Molto duttile, può essere impiegato in vari ruoli sul fronte offensivo, non solo come centravanti o seconda punta, ma anche come attaccante esterno, cosa che gli permette di puntare spesso l'avversario.
Abile anche di testa e nella protezione della palla, è un ottimo esecutore di calci piazzati: oltre a calciare bene le punizioni, è infatti un rigorista molto affidabile, al punto da aver realizzato 21 rigori consecutivi prima di sbagliarne uno. Nella sua carriera si è complessivamente incaricato di battere 53 penalty in partite ufficiali, trasformandone 48 (il 90% dei rigori calciati).

## Carriera

### Club

#### Gli inizi
Inizia a giocare a calcio all'età di 7 anni con la squadra dell'U.S.O. San Bartolomeo, società dove rimane solo 3 mesi a causa del suo carattere e delle minacce degli altri genitori di non portare a quella società i propri bambini se lui fosse rimasto lì.
È per questo motivo che viene ceduto all'U.S. Oratorio Mompiano, la squadra dell'oratorio parrocchiale di Mompiano (quartiere di Brescia), sotto la guida di Giovanni Valenti, venendo subito aggregato ai pulcini più grandi.
I talent-scout di Atalanta (Paolo Migliorati), Brescia (Roberto Clerici), Chievo e Verona si fanno avanti, ma in seguito rinunciano a visionarlo, adducendo motivi disciplinari. È quindi il Lumezzane a offrire al Mompiano 1.000.000 di lire in attrezzature sportive (k-way, tute, borsoni e zainetti) per Mario, girandolo per un anno in prestito al G.S. Pavoniana Calcio di Brescia, poiché il Lumezzane aveva da tempo costituito a Brescia nel centro sportivo di via della Garzetta del Club Azzurri, a un passo da Mompiano, una propria struttura in cui far crescere il proprio settore giovanile.
Nel 2001 approda al settore giovanile del Lumezzane e il 2 aprile 2006, non ancora sedicenne, esordisce con la prima squadra in Serie C1 nell'incontro Padova-Lumezzane. Diviene così il più giovane esordiente nella storia della categoria, anche grazie a una deroga speciale concessa dalla Lega Professionisti Serie C. Nell'estate del 2006 viene chiamato dal Barcellona per sostenere un provino, dove impressiona per le sue qualità ma viene poi scartato per motivi economici.

#### Inter

##### Giovanili
Un accordo del Lumezzane con la Fiorentina saltò per alcuni dettagli, così il giocatore si trasferì in prestito all'Inter. Aggregato alla squadra Primavera, contribuì alla vittoria del campionato, realizzando un rigore in finale contro la Sampdoria. Nel febbraio 2008 risultò decisivo per la conquista del Torneo di Viareggio, in cui segnò una doppietta all'Empoli nella ripetizione della finale. Nell'ultimo atto del campionato di categoria, segnò nuovamente dagli undici metri contro i doriani, ma l'Inter uscì sconfitta per 2-3.

##### Prima squadra

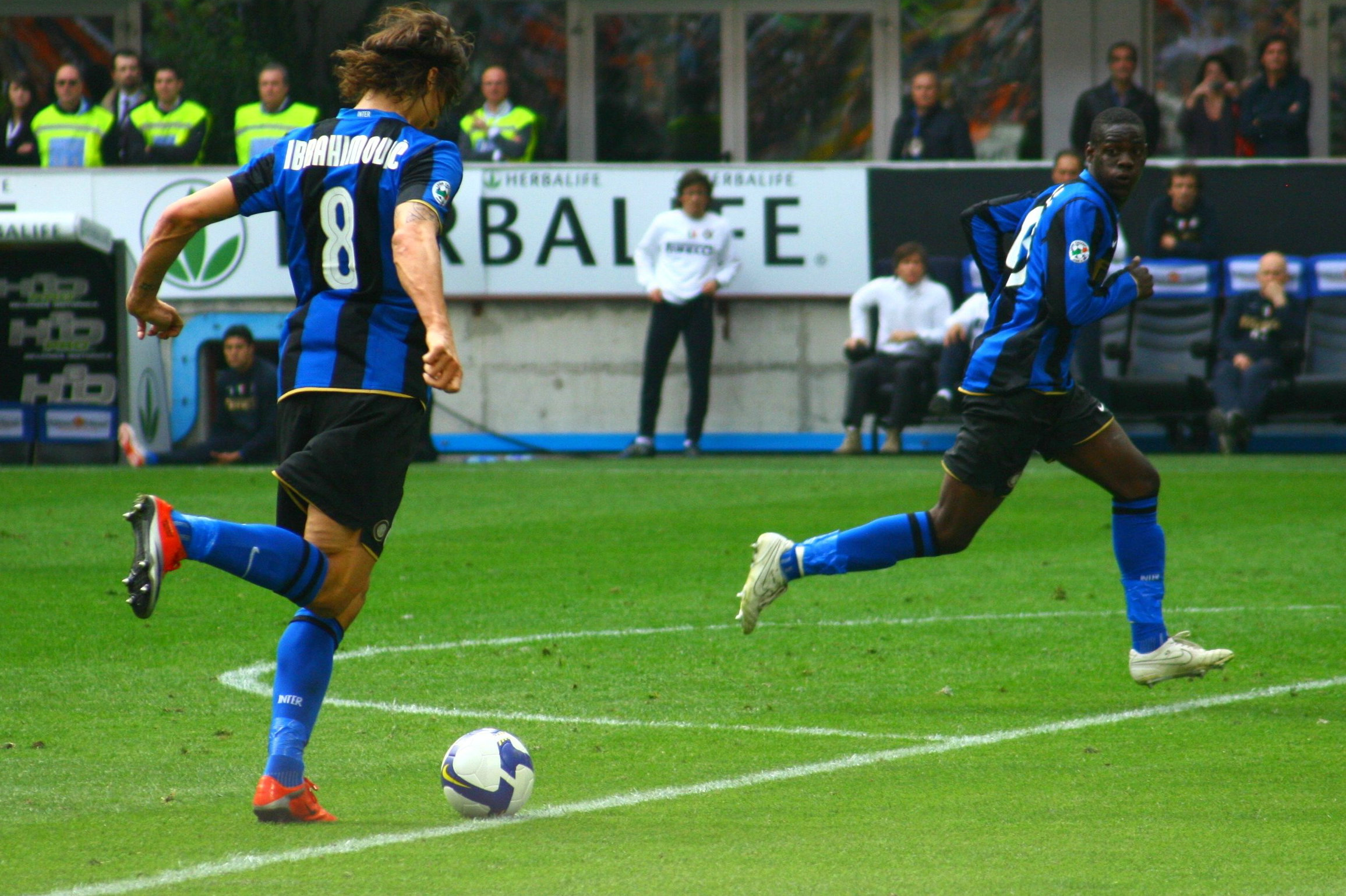
Zlatan Ibrahimović e Mario Balotelli in azione con la maglia nerazzurra nel 2009

Per scelta di Roberto Mancini, nella stagione 2007-2008 è aggregato alla prima squadra: il 16 dicembre 2007, a 17 anni, esordisce in Serie A al 90º minuto di Cagliari-Inter (0-2), sostituendo David Suazo; tre giorni dopo, il 19 dicembre, segna le sue prime reti ufficiali con la maglia nerazzurra, realizzando una doppietta in Reggina-Inter (1-4), valida per l'andata degli ottavi di finale di Coppa Italia. Il 30 gennaio 2008, nella sfida di ritorno dei quarti di finale di Coppa Italia contro la Juventus, Balotelli firma un'altra doppietta, consentendo all'Inter di vincere 2-3 a Torino e di passare il turno (l'andata era finita 2-2). Il 6 aprile, contro l'Atalanta, segna il suo primo gol in Serie A. Nelle restanti partite di campionato Balotelli gioca spesso da titolare e realizza altre 2 reti, vincendo il suo primo scudetto con la maglia nerazzurra e laureandosi capocannoniere della Coppa Italia (persa in finale contro la Roma) con Julio Cruz e Vincenzo Iaquinta. Diventa un beniamino dei tifosi, che per lui intonano il coro "Se saltelli, segna Balotelli".
La stagione successiva vede l'arrivo di José Mourinho come allenatore. Balotelli inizia in maniera positiva: vince da protagonista la Supercoppa italiana contro la Roma dopo i tiri di rigore (8-7). Partito dalla panchina, realizza il secondo gol dei nerazzurri e uno dei rigori. Il 4 novembre 2008 diventa il più giovane marcatore in Champions League della storia dell'Inter, realizzando all'età di 18 anni e 85 giorni il suo primo gol nelle competizioni UEFA per club, contro l'Anorthōsis, superando il precedente record di 18 anni e 142 giorni stabilito da Obafemi Martins.

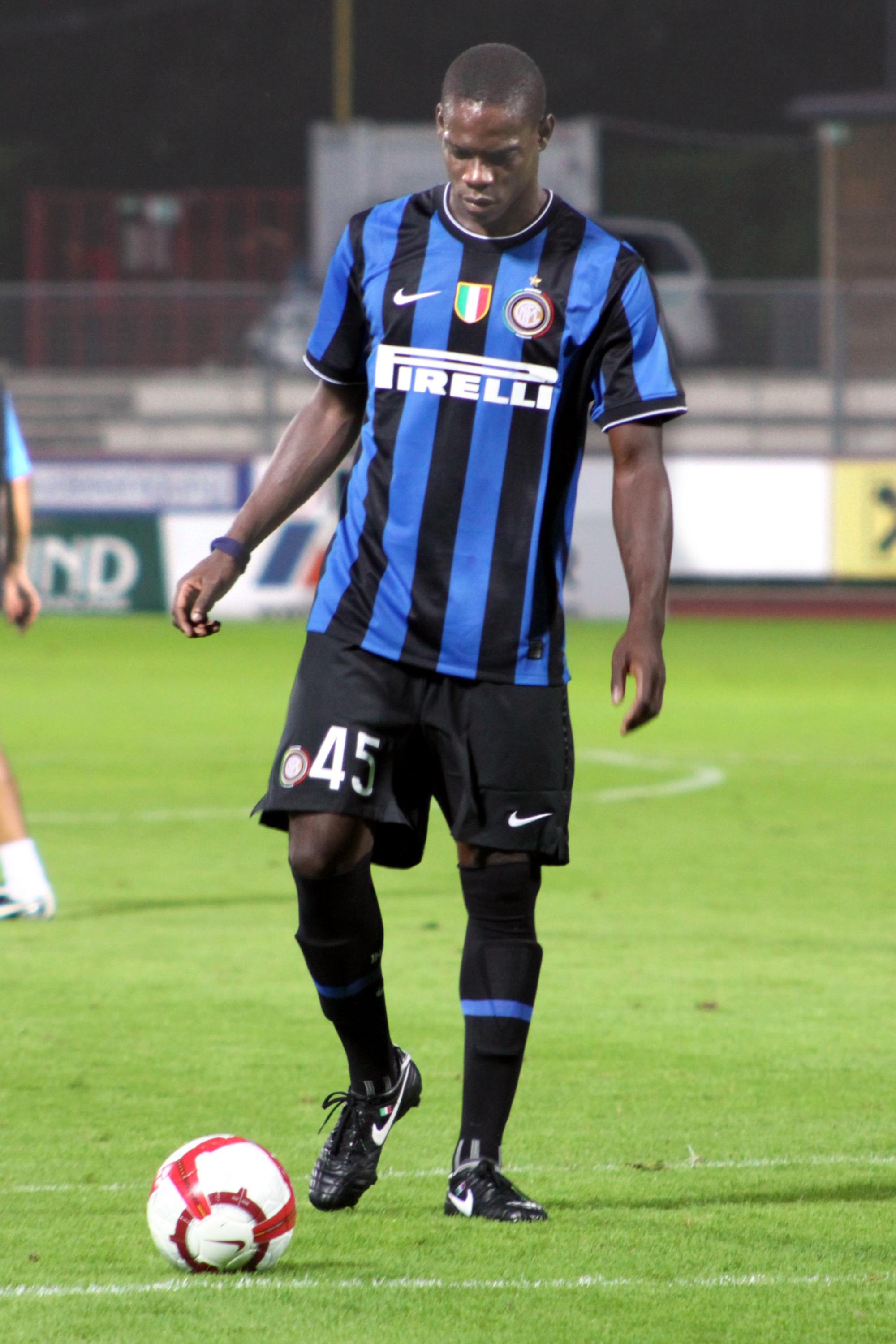
Balotelli con la maglia dell'Inter nel 2009

Il 5 marzo 2009, alla luce dei fatti avvenuti durante la partita pareggiata contro la Roma quattro giorni prima, il procuratore federale Stefano Palazzi deferisce Balotelli, accusandolo di "violazione dell'art. 1 comma 1 del CGS, per avere rivolto gesti offensivi nei confronti di un calciatore avversario" (Christian Panucci). Il suo comportamento riceve qualche critica da parte dell'opinione pubblica e di altri calciatori. Il 19 aprile 2009 è vittima di cori dai contenuti razzisti da parte degli ultras della Juventus. Il fatto desta scalpore e porta alla modifica di una parte del regolamento della FIGC, dando al direttore di gara la possibilità di sospendere una partita qualora si verifichino atteggiamenti razzisti da parte del pubblico presente. La stagione si conclude con la conquista dello scudetto da parte dell'Inter, alla quale Balotelli contribuisce in modo decisivo, realizzando 8 reti.
Nella stagione successiva, il 29 ottobre 2009, segna una doppietta in Inter-Palermo (5-3), procurandosi anche un rigore a proposito della cui esecuzione ha un alterco, risolto dall'intervento di capitan Zanetti, con il compagno Eto'o, che poi calcerà segnando il tiro dal dischetto. Il 9 dicembre 2009, nell’ultima partita del girone di Champions League contro il Rubin, decisiva per il passaggio agli ottavi dei nerazzurri, segna il gol del definitivo 2-0 con un bolide su punizione da oltre 30 metri. Il 20 aprile 2010, subentrato nei minuti finali della semifinale di Champions League contro il Barcellona, viene più volte sgridato dall'allenatore José Mourinho per la troppa flemma; al fischio finale Balotelli getta a terra con rabbia la propria maglia. Verrà escluso dalle seguenti partite di campionato, ma sarà in campo da titolare a Siena, il 16 maggio 2010, nell'ultima decisiva giornata terminata con la vittoria dell'Inter per 1-0, colpendo anche una clamorosa traversa in rovesciata sul punteggio ancora bloccato sullo 0-0. Nella finale di Coppa Italia, tenutasi a Roma il 5 maggio 2010, viene colpito con un violento calcio da Francesco Totti: il gesto ha avuto molta risonanza mediatica e persino il presidente della Repubblica Giorgio Napolitano si è espresso sull'accaduto. Il 22 maggio, pur non giocando, festeggia con i compagni la vittoria della Champions League grazie al 2-0 contro il Bayern Monaco. Con i nerazzurri vince dunque tutti e tre i trofei disputati dalla squadra in stagione.
Chiude l'esperienza all'Inter dopo 86 partite, 28 gol e 6 trofei (3 campionati, 1 Coppa Italia, 1 Supercoppa italiana e 1 Champions League).

#### Manchester City

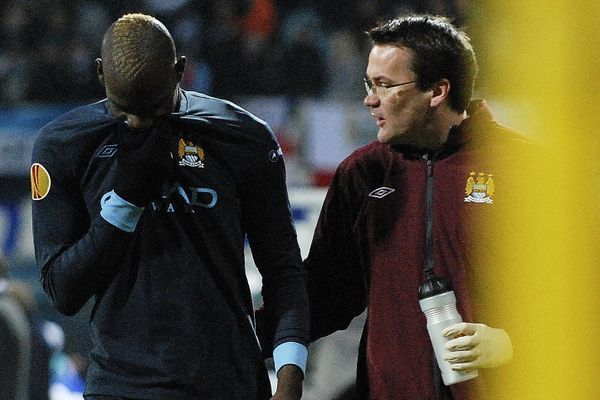
Balotelli (a sinistra) con la maglia del Manchester City nel 2011

Il 13 agosto 2010 viene ufficializzato il suo trasferimento al Manchester City, con un cartellino costato 29,5 milioni di euro; alla squadra inglese ritrova in panchina Roberto Mancini, il tecnico che lo aveva fatto esordire all'Inter.
Segna il primo gol con la maglia del City nella sua prima presenza assoluta, il 19 agosto, dopo essere subentrato contro il Timișoara in Europa League. Dopo due mesi di stop per infortunio, il 24 ottobre fa il suo esordio in Premier League nella partita persa per 3-0 contro l'Arsenal. Il 7 novembre mette a segno i suoi primi gol in Premier realizzando una doppietta nel 2-0 contro il West Bromwich. In Europa League il City viene eliminato agli ottavi di finale dalla Dinamo Kiev, contro la quale Balotelli viene espulso nella partita di ritorno, ricevendo 3 giornate di squalifica. Il 14 maggio 2011 vince la FA Cup nella finale disputata a Wembley contro lo Stoke City (1-0), dove viene eletto Man of the Match.
Nella stagione successiva, in un'amichevole pre-campionato contro i Los Angeles Galaxy, dopo circa trenta minuti, solo davanti al portiere prova senza successo un improbabile gol con colpo di tacco e veronica, facendo infuriare Roberto Mancini, che lo sostituisce immediatamente. Il 6 agosto 2011 fa il suo esordio nella Community Shield, perdendo con la sua squadra il trofeo, vinto dal Manchester Utd. Il 23 ottobre successivo sigla una doppietta nello storico derby vinto per 6-1 contro il Manchester United, esibendo in occasione del primo gol una maglietta con la scritta Why always me? in risposta alle polemiche sollevate sul suo conto. Il 13 maggio 2012, nell'ultima giornata di campionato, serve l'assist per il terzo gol a opera di Sergio Agüero nella storica vittoria per 3-2 in rimonta da 1-2 nei minuti di recupero contro il QPR, che consegna al Manchester City il titolo in Premier League a distanza di 44 anni dall'ultimo trionfo nel massimo campionato inglese. Nel campionato 2011-2012 ha rimediato 3 cartellini rossi e 9 ammonizioni, per un totale di 10 giornate di squalifica.
Il 29 ottobre 2012 viene inserito nella lista dei ventitré candidati del Pallone d'oro FIFA. A dicembre Balotelli denuncia il suo club per una multa da 340.000 sterline (408.000 euro circa) comminatagli nel precedente mese di aprile per motivi disciplinari. Il 19 dicembre 2012 il giocatore ritira la denuncia preferendo accettare una multa di due settimane di stipendio e rinunciando al ricorso alla Commissione d'Appello inglese.

#### Milan

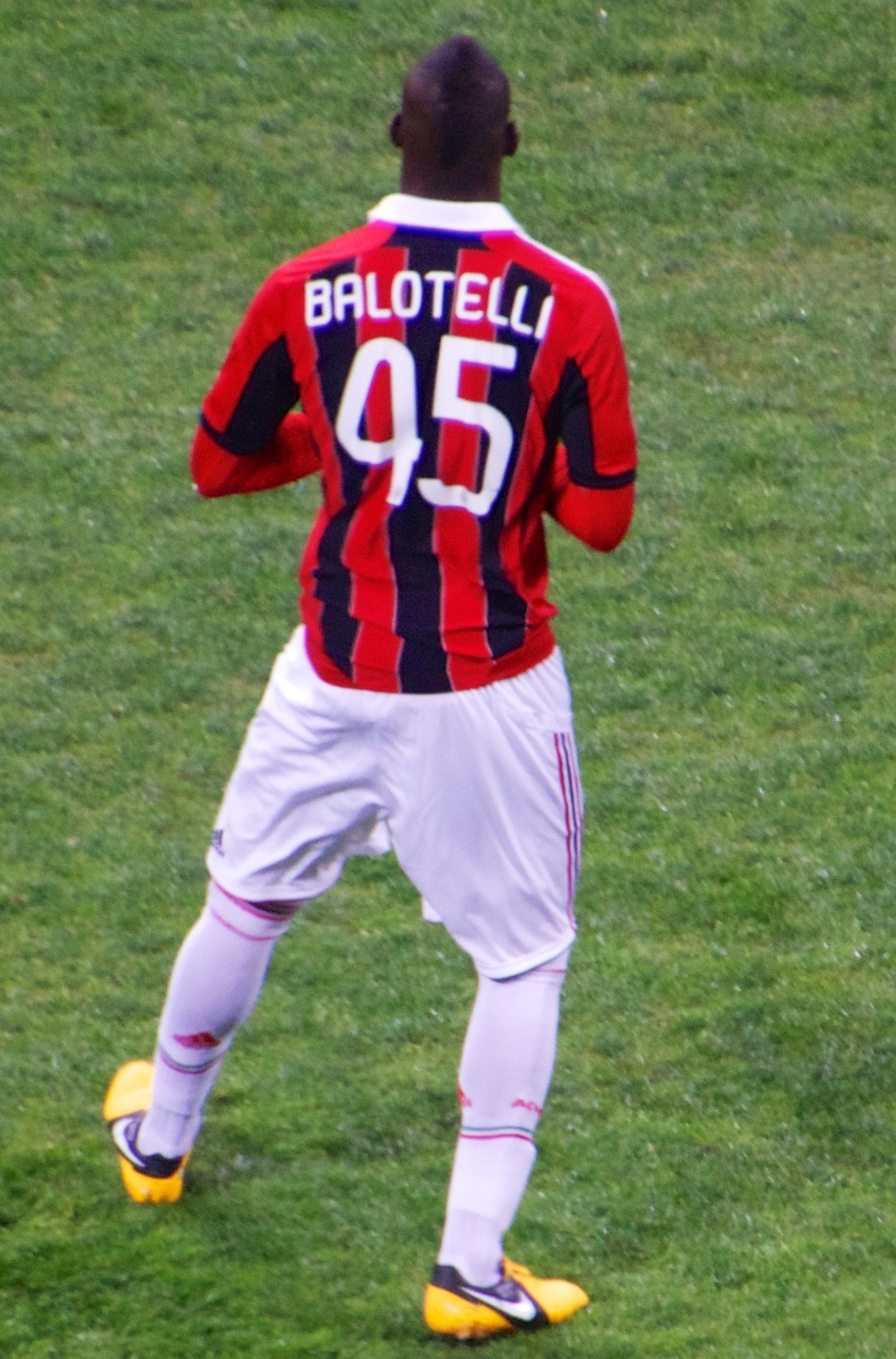
Balotelli di spalle con la maglia del Milan nel 2013

Il 31 gennaio 2013 si trasferisce al Milan per 20 milioni di euro, più altri 3 di bonus.
Il 3 febbraio seguente, fa il suo esordio contro l'Udinese; nel corso della partita Balotelli realizza la doppietta che vale la vittoria del Milan per 2-1. Il 9 aprile 2013 viene squalificato per tre giornate (poi ridotte a 2 più un'ammenda di 20.000 euro) a seguito di un'espressione ingiuriosa rivolta nei confronti dell'arbitro di porta Daniele Doveri al termine della gara Fiorentina-Milan, conclusasi 2-2. Il 12 maggio è ancora una volta vittima di cori razzisti, stavolta da parte dei tifosi della Roma, a causa dei quali l'arbitro Gianluca Rocchi sospende la partita per un minuto e mezzo all'inizio del secondo tempo.
Le sue prestazioni in campionato permettono al Milan di concludere la stagione al terzo posto (piazzamento utile per la qualificazione ai preliminari della Champions League 2013-2014) alle spalle di Napoli e Juventus. Balotelli chiude la stagione con 12 reti in 13 presenze.
Il 22 settembre 2013, durante la partita di campionato Milan-Napoli (1-2), sbaglia il primo rigore della sua carriera professionistica, dopo averne realizzati 21 su 21 tra club e Nazionale. La stagione 2013-2014 si rivela negativa per il Milan, che si classifica all'ottavo posto. Balotelli realizza tuttavia 14 gol in 30 presenze in Serie A e un totale di 18 gol stagionali, ottenendo il suo primato di reti in una stagione.

#### Liverpool e ritorno al Milan

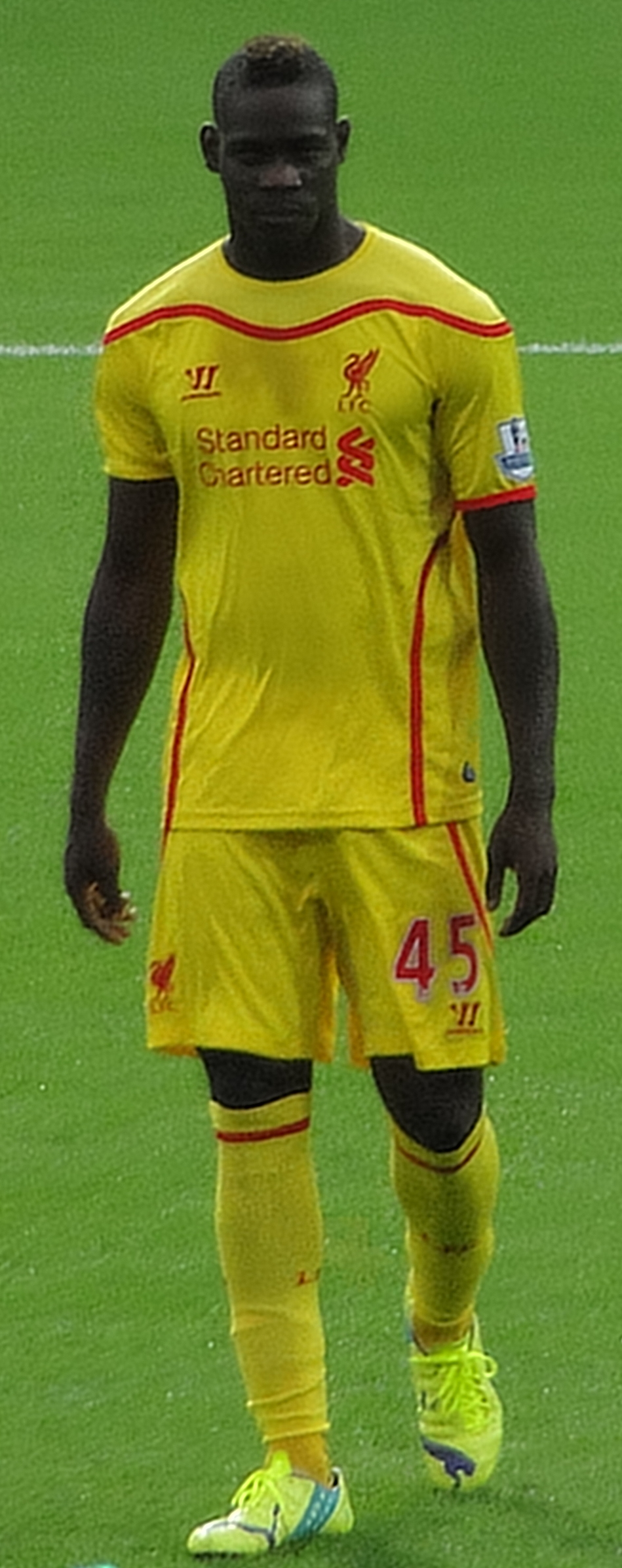
Balotelli con la maglia del Liverpool nel 2014

Il 25 agosto 2014 viene acquistato per 16 milioni di sterline dal Liverpool, pari a circa 20 milioni di euro. Esordisce il 31 agosto seguente giocando titolare nell'attacco dei Reds a fianco a Daniel Sturridge contro il Tottenham (0-3). Il 16 settembre successivo sigla il suo primo gol con il Liverpool durante la prima partita della fase a gironi di Champions League contro il Ludogorec, stabilendo anche un record: è infatti il primo calciatore italiano ad andare a segno nella massima competizione europea con quattro squadre diverse: Inter, Manchester City, Milan e Liverpool. Il 10 febbraio 2015 segna il suo primo e unico gol in campionato in Liverpool-Tottenham 3-2.
A circa un anno esatto dal suo passaggio al Liverpool, il 27 agosto 2015 ritorna in prestito al Milan fino al 30 giugno 2016. La sua annata è influenzata da una pubalgia, risolta con un intervento chirurgico, che lo costringe a restare fermo da ottobre a gennaio 2016. Chiude la stagione con 23 presenze totali e 3 gol, di cui 2 realizzati in Coppa Italia contro l'Alessandria. A fine stagione non viene riscattato dal Milan, facendo quindi ritorno al Liverpool.

#### Nizza e Olympique Marsiglia

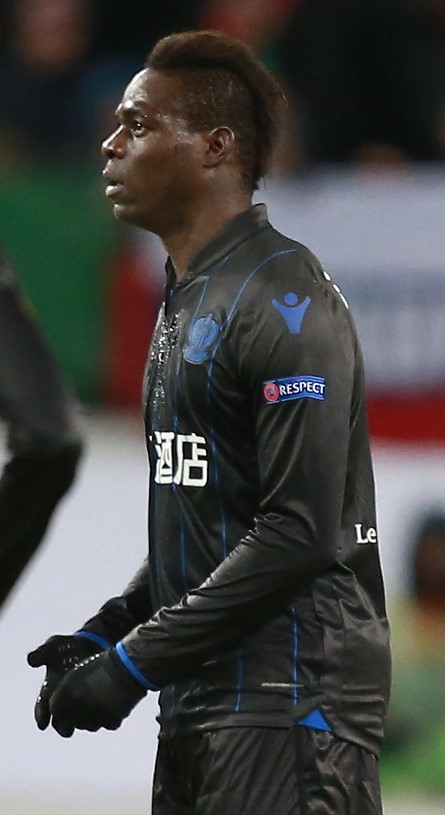
Balotelli con la maglia del Nizza, durante un match di UEFA Europa League

Il 31 agosto 2016 viene acquistato a titolo definitivo dal Nizza, a costo zero, firmando un contratto di durata annuale. Per la prima volta nella sua carriera (Nazionale esclusa) indossa un numero di maglia diverso dal 45: il 9. Esordisce l'11 settembre realizzando due reti nella vittoria per 3-2 contro l'Olympique Marsiglia. Segna un'altra doppietta il 20 settembre nel derby con il Monaco nella vittoria interna di 4-0. Il 29 settembre segna il suo primo gol in Europa League con la maglia del Nizza. L'8 dicembre torna in campo, dopo un mese di infortunio, in occasione del match di Europa League contro il Krasnodar. Il 14 dicembre torna al gol, nel match di coppa contro il Bordeaux, perso 3-2. Il 18 dicembre segna una doppietta nella partita contro il Digione, sancendo la vittoria del Nizza (2-0). Il 21 dicembre, nella sfida esterna di campionato ancora contro il Bordeaux, si rende protagonista per via di un'espulsione diretta rimediata nei minuti finali, per reazione eccessiva a un contatto con il giocatore avversario Igor Lewczuk. In campionato realizza 15 reti in 23 presenze, contribuendo al 3º posto del Nizza, che si qualifica per i play-off di Champions League.
La stagione successiva realizza 18 reti in campionato e 26 gol stagionali, ottenendo il suo record di gol in una stagione. Il Nizza tuttavia si classifica solamente all'ottavo posto in campionato, non qualificandosi per le coppe europee.
Rimasto al Nizza anche nella stagione 2018-2019, trova poco spazio con il nuovo allenatore Patrick Vieira (con cui ha anche avuto dei problemi), già suo compagno di squadra all'Inter e al Manchester City.
Il 23 gennaio 2019, dopo aver risolto il contratto con il Nizza, si trasferisce all'Olympique Marsiglia fino al termine della stagione. Il 25 gennaio, alla sua prima presenza, mette a segno la sua prima rete con la nuova maglia, nella partita casalinga persa per 1-2 contro il Lilla. Realizza 8 gol in 15 presenze e alla fine della stagione si svincola dalla squadra marsigliese.

#### Brescia
Il 18 agosto 2019 Balotelli si accasa al Brescia, squadra neo-promossa in Serie A. Dopo aver scontato quattro turni di squalifica a causa di un'espulsione inflittagli nell'ultima partita della sua permanenza marsigliese, fa il suo debutto ufficiale il 24 settembre nella partita casalinga contro la Juventus, persa per 1-2, giocando titolare tutta la gara. Cinque giorni dopo realizza anche la prima rete con le Rondinelle nella sconfitta esterna per 1-2 contro il Napoli. Nei mesi successivi realizza altri quattro gol ma il suo contributo alla squadra, relegata nei bassifondi della classifica per tutto il campionato, non è all'altezza delle aspettative. Al termine di un rapporto logoro e contrassegnato da rivendicazioni reciproche di mancanze, nel mese di giugno il Brescia notifica al giocatore il recesso dal contratto, mentre nel mese di luglio 2020 Balotelli chiede la risoluzione dello stesso per inadempienza economica.

#### Monza
Dopo circa cinque mesi trascorsi da svincolato, il 7 dicembre 2020 firma un contratto fino a fine stagione con il Monza, in Serie B. Prima del debutto dichiara di aver perso 5 kg in 20 giorni. Fa il suo esordio il 30 dicembre 2020, nel match casalingo vinto per 3-0 contro la Salernitana, contribuendo al successo dei lombardi e andando subito in gol. Si ripete nella gara di ritorno contro la stessa formazione campana, giocata il 1º maggio 2021 e vinta in trasferta dai brianzoli per 3-1, segnando la sua prima doppietta personale con la maglia del Monza. L'obiettivo della promozione in Serie A sfuma però ai play-off e al termine della stagione, dopo aver segnato 6 gol in 14 incontri, non rinnova l'accordo con i lombardi, restando svincolato.

#### Le esperienze in Turchia e in Svizzera
Il 7 luglio 2021, Balotelli passa all'Adana Demirspor, club neopromosso nella Süper Lig, con cui firma un contratto triennale. Va a segno 5 volte nelle prime 10 partite con la maglia dei turchi. Il 22 maggio 2022, segna cinque reti nel match contro il Göztepe, poi vinto 7-0. Termina quindi il suo primo anno in Turchia con 33 presenze e 19 reti. La seconda stagione in Turchia si conclude durante il calciomercato estivo quando, dopo aver raccolto due presenze, lascia la squadra bluazzurra, apparentemente in seguito a dissidi con l'allenatore Vincenzo Montella.
Il 31 agosto 2022, viene acquistato dagli svizzeri del Sion, con cui sottoscrive un contratto biennale. Termina la stagione con sei reti in 18 presenze, ma la squadra elvetica retrocede in Challenge League.
Il 15 settembre 2023, Balotelli ritorna ufficialmente all'Adana Demirspor, con cui sottoscrive un contratto annuale, con opzione di rinnovo per un'ulteriore stagione.

#### Il ritorno in Italia al Genoa
Il 28 ottobre 2024, dopo essere rimasto alcuni mesi senza squadra, ritorna in Italia dopo tre stagioni, firmando con il Genoa. Debutta ufficialmente con i rossoblù il 4 novembre, subentrando a Jeff Ekhator all'86º minuto della partita vinta per 1-0 in casa del Parma. Fatica a trovare spazio nella formazione rossoblù, specie dopo il cambio di panchina in corsa, con l'esonero di Alberto Gilardino ed il subentro alla guida di Patrick Vieira. A gennaio si trova ad aver accumulato un totale di soli 56 minuti giocati, e non viene convocato dall'allenatore per svariate partite consecutive.

### Nazionale
Il 7 agosto 2007 riceve la sua prima convocazione internazionale da parte del Ghana per una partita amichevole contro il Senegal, alla quale Balotelli però rinuncia, dichiarando di non volersi precludere la possibilità di vestire la maglia della nazionale italiana.

#### Nazionali giovanili
Il 29 agosto 2008, poche settimane dopo aver compiuto 18 anni, viene convocato da Pierluigi Casiraghi in nazionale Under-21, in vista degli ultimi due incontri di qualificazione agli Europei Under-21. Esordisce il 5 settembre seguente a Castel di Sangro, segnando un gol contro la Grecia. Il 15 ottobre 2008 mette a segno una doppietta in Israele-Italia (1-3), giocata a Tel Aviv, partita di ritorno del play-off che qualifica l'Italia agli Europei.
Dopo una buona stagione nel suo club, è convocato per gli Europei Under-21 2009 in Svezia. Il 19 giugno 2009, nella seconda gara della manifestazione contro la Svezia, realizza un gol, ma viene successivamente espulso per un fallo di reazione. Rientra nella semifinale, dove l'Italia viene eliminata dalla Germania.

#### Nazionale maggiore

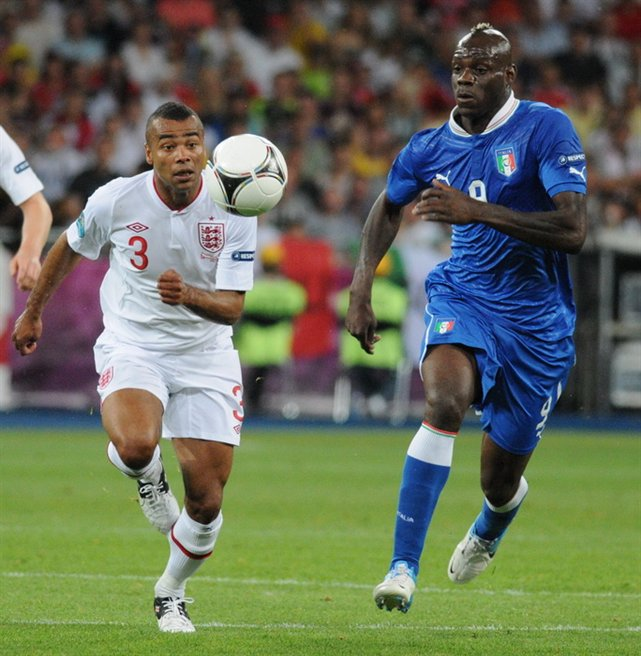
Balotelli (a destra) duella con l'inglese Ashley Cole nei quarti di finale degli Europei 2012.

Balotelli esordisce in nazionale il 10 agosto 2010, due giorni prima del suo ventesimo compleanno, convocato dal CT Cesare Prandelli per l'amichevole Italia-Costa d'Avorio (0-1) disputata a Londra, alla quale prende parte da titolare. Realizza il suo primo gol in nazionale l'11 novembre 2011, nella partita amichevole Polonia-Italia (0-2) disputata a Breslavia.
Viene convocato per l'Europeo 2012, dove veste la maglia numero nove. Il 14 giugno 2012, durante la seconda gara del girone contro la Croazia (1-1), è oggetto di cori razzisti da parte dei tifosi croati. Tale reazione porta la UEFA a multare la Federcalcio croata per 80 000 euro. Nella terza giornata del girone eliminatorio va a segno in mezza-rovesciata nella vittoria per 2-0 ai danni dell'Irlanda, vittoria che consegna all'Italia l'accesso ai quarti di finale come seconda del girone, dietro alla Spagna. Ai quarti di finale contro l'Inghilterra, vinti per 5-4 ai rigori dopo che i tempi regolamentari e supplementari si erano conclusi sullo 0-0, realizza il primo dei rigori azzurri, battendo l'allora compagno al Manchester City Joe Hart con un preciso tiro a incrociare. In semifinale segna una doppietta nel primo tempo contro la Germania, che consente alla nazionale di qualificarsi per la finale dell'Europeo contro la Spagna, che tuttavia l'Italia perde per 4-0. Chiude il torneo con 3 gol, che lo fanno diventare capocannoniere (primo italiano a riuscirci) insieme ad altri cinque giocatori; insieme ad Antonio Cassano, è il recordman di realizzazioni per la nazionale italiana nella fase finale di un Europeo. Al termine della manifestazione la commissione tecnica dell'UEFA lo inserisce nella lista dei migliori giocatori dell'edizione 2012.
Viene convocato da Prandelli per la Confederations Cup 2013, dove esordisce il 16 giugno 2013 contro il Messico segnando, nel corso del secondo tempo, la rete del definitivo 2-1 per l'Italia. Segna anche nella seconda partita, contro il Giappone, su calcio di rigore, e confeziona un assist di tacco per il gol di Emanuele Giaccherini nell'ultima partita del girone contro il Brasile. È costretto a saltare le successive gare della competizione a causa di una distrazione muscolare al quadricipite della gamba sinistra, riscontrata dopo la partita col Brasile.

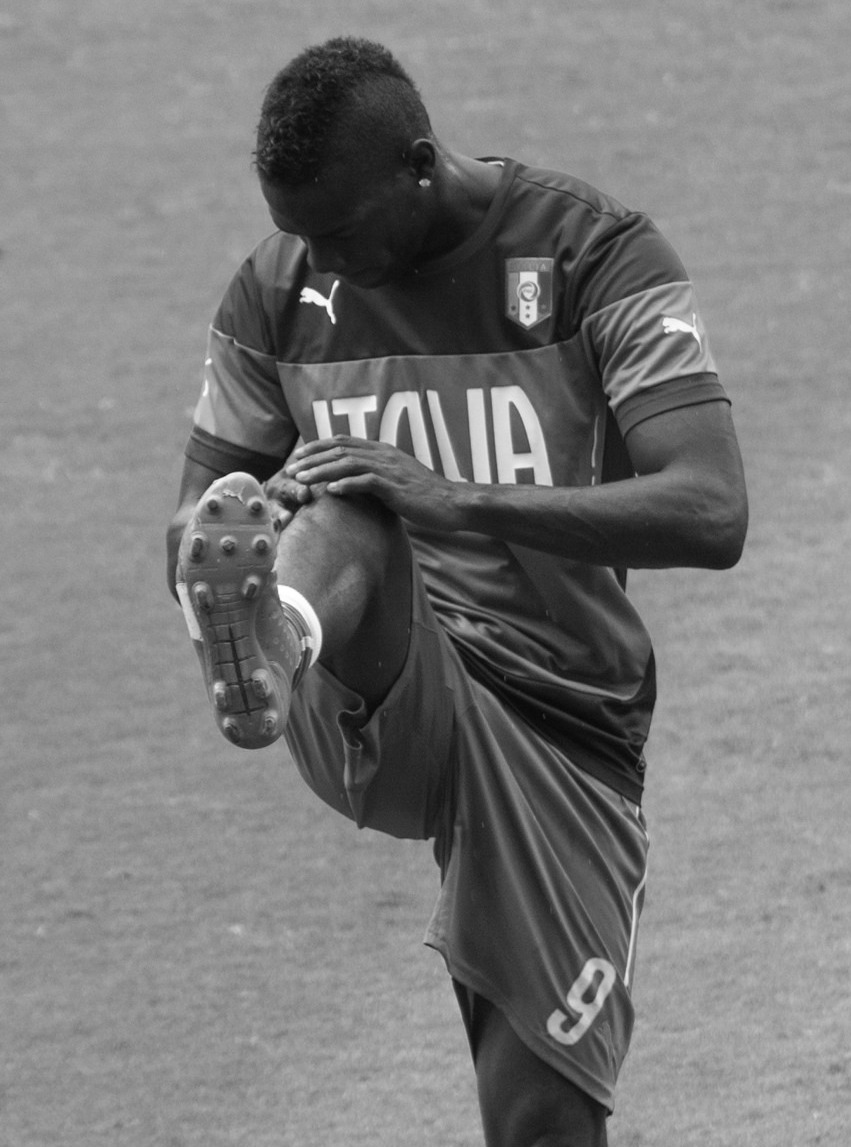
Balotelli in riscaldamento prima di Italia-Uruguay ai Mondiali 2014.

Il 10 settembre 2013, allo Juventus Stadium, va a segno contro la Rep. Ceca nella partita valida per le qualificazioni mondiali, siglando su calcio di rigore il gol del definitivo 2-1, risultato che permette all'Italia di raggiungere la qualificazione aritmetica.
L'anno seguente partecipa come centravanti titolare al Mondiale 2014 in Brasile. Il 14 giugno 2014, nella partita di esordio contro l'Inghilterra, realizza il gol del definitivo 2-1 per gli azzurri con un colpo di testa su assist di Antonio Candreva. Nelle successive due partite, però, perse entrambe per 1-0 contro la Costa Rica e l'Uruguay, non riesce a incidere e viene indicato dalla stampa come il calciatore che ha maggiormente deluso nella fallimentare spedizione azzurra, con l'eliminazione al termine della fase a gironi.
Nella gestione del CT Antonio Conte viene convocato unicamente nel novembre 2014, in vista della partita contro la Croazia, alla quale non partecipa, lasciando in anticipo il ritiro per un infortunio.
Il 19 maggio 2018 torna tra i convocati della nazionale, dopo 4 anni di assenza, venendo chiamato dal CT Roberto Mancini (l'allenatore che lo ha lanciato all'Inter e lo ha avuto anche al Manchester City) per le amichevoli da giocare contro Arabia Saudita, Francia e Paesi Bassi. Scende in campo contro i sauditi il 28 maggio 2018, e ritrova il gol in occasione della vittoria 2-1.
Il 24 gennaio 2022, a distanza di oltre tre anni dall'ultima volta, viene convocato da Mancini per uno stage in vista dei playoff per la qualificazione al campionato del mondo 2022.

## Statistiche

### Presenze e reti nei club
Statistiche aggiornate al 22 dicembre 2024.
| Stagione               | Squadra                | Campionato             | Campionato | Campionato | Coppe nazionali | Coppe nazionali | Coppe nazionali | Coppe continentali | Coppe continentali | Coppe continentali | Altre coppe | Altre coppe | Altre coppe | Totale | Totale |
| Stagione               | Squadra                | Comp                   | Pres       | Reti       | Comp            | Pres            | Reti            | Comp               | Pres               | Reti               | Comp        | Pres        | Reti        | Pres   | Reti   |
| ---------------------- | ---------------------- | ---------------------- | ---------- | ---------- | --------------- | --------------- | --------------- | ------------------ | ------------------ | ------------------ | ----------- | ----------- | ----------- | ------ | ------ |
| 2005-2006              | Lumezzane              | C1                     | 2          | 0          | CI-C            | 0               | 0               | -                  | -                  | -                  | -           | -           | -           | 2      | 0      |
| 2007-2008              | Inter                  | A                      | 11         | 3          | CI              | 4               | 4               | UCL                | 0                  | 0                  | SI          | 0           | 0           | 15     | 7      |
| 2008-2009              | Inter                  | A                      | 22         | 8          | CI              | 2               | 0               | UCL                | 6                  | 1                  | SI          | 1           | 1           | 31     | 10     |
| 2009-2010              | Inter                  | A                      | 26         | 9          | CI              | 5               | 1               | UCL                | 8                  | 1                  | SI          | 1           | 0           | 40     | 11     |
| Totale Inter           | Totale Inter           | Totale Inter           | 59         | 20         |                 | 11              | 5               |                    | 14                 | 2                  |             | 2           | 1           | 86     | 28     |
| 2010-2011              | Manchester City        | PL                     | 17         | 6          | FACup+CdL       | 5+0             | UEL             | 6                  | 3                  | -                  | -           | -           | -           | 28     | 10     |
| 2011-2012              | Manchester City        | PL                     | 23         | 13         | FACup+CdL       | 0+2             | 1               | UCL+UEL            | 3+3                | 2+1                | CS          | 1           | 0           | 32     | 17     |
| 2012-gen. 2013         | Manchester City        | PL                     | 14         | 1          | FACup+CdL       | 1+1             | 0+1             | UCL                | 4                  | 1                  | CS          | 0           | 0           | 20     | 3      |
| Totale Manchester City | Totale Manchester City | Totale Manchester City | 54         | 20         |                 | 9               | 3               |                    | 16                 | 7                  |             | 1           | 0           | 80     | 30     |
| gen.-giu. 2013         | Milan                  | A                      | 13         | 12         | -               | -               | -               | -                  | -                  | -                  | -           | -           | -           | 13     | 12     |
| 2013-2014              | Milan                  | A                      | 30         | 14         | CI              | 1               | 1               | UCL                | 10                 | 3                  | -           | -           | -           | 41     | 18     |
| 2014-2015              | Liverpool              | PL                     | 16         | 1          | FACup+CdL       | 4+3             | 0+1             | UCL+UEL            | 3+2                | 1+1                | -           | -           | -           | 28     | 4      |
| 2015-2016              | Milan                  | A                      | 20         | 1          | CI              | 3               | 2               | -                  | -                  | -                  | -           | -           | -           | 23     | 3      |
| Totale Milan           | Totale Milan           | Totale Milan           | 63         | 27         |                 | 4               | 3               |                    | 10                 | 3                  |             | -           | -           | 77     | 33     |
| 2016-2017              | Nizza                  | L1                     | 23         | 15         | CF+CdL          | 0+1             | 1               | UEL                | 4                  | 1                  | -           | -           | -           | 28     | 17     |
| 2017-2018              | Nizza                  | L1                     | 28         | 18         | CF+CdL          | 0+1             | 1               | UCL+UEL            | 2+7                | 1+6                | -           | -           | -           | 38     | 26     |
| 2018-gen. 2019         | Nizza                  | L1                     | 10         | 0          | CF+CdL          | 0               | 0               | -                  | -                  | -                  | -           | -           | -           | 10     | 0      |
| Totale Nizza           | Totale Nizza           | Totale Nizza           | 61         | 33         |                 | 2               | 2               |                    | 13                 | 8                  |             | -           | -           | 76     | 43     |
| gen.-giu. 2019         | Olympique Marsiglia    | L1                     | 15         | 8          | CF+CdL          | 0               | 0               | UEL                | -                  | -                  | -           | -           | -           | 15     | 8      |
| 2019-2020              | Brescia                | A                      | 19         | 5          | CI              | 0               | 0               | -                  | -                  | -                  | -           | -           | -           | 19     | 5      |
| dic. 2020-2021         | Monza                  | B                      | 12+2       | 5+1        | CI              | -               | -               | -                  | -                  | -                  | -           | -           | -           | 14     | 6      |
| 2021-2022              | Adana Demirspor        | SL                     | 31         | 18         | TK              | 2               | 1               | -                  | -                  | -                  | -           | -           | -           | 33     | 19     |
| ago. 2022              | Adana Demirspor        | SL                     | 2          | 0          | TK              | 0               | 0               | -                  | -                  | -                  | -           | -           | -           | 2      | 0      |
| ago. 2022-2023         | Sion                   | SL                     | 18         | 6          | CS              | 1               | 0               | -                  | -                  | -                  | -           | -           | -           | 19     | 6      |
| 2023-2024              | Adana Demirspor        | SL                     | 16         | 7          | TK              | 0               | 0               | UECL               | -                  | -                  | -           | -           | -           | 16     | 7      |
| Totale Adana Demirspor | Totale Adana Demirspor | Totale Adana Demirspor | 49         | 25         |                 | 2               | 1               |                    | -                  | -                  |             | -           | -           | 51     | 26     |
| ott. 2024-2025         | Genoa                  | A                      | 6          | 0          | CI              | -               | -               | -                  | -                  | -                  | -           | -           | -           | 6      | 0      |
| Totale carriera        | Totale carriera        | Totale carriera        | 376        | 151        |                 | 36              | 15              |                    | 58                 | 22                 |             | 3           | 1           | 473    | 189    |

### Cronologia presenze e reti in nazionale
| Cronologia completa delle presenze e delle reti in nazionale ― Italia | Cronologia completa delle presenze e delle reti in nazionale ― Italia | Cronologia completa delle presenze e delle reti in nazionale ― Italia | Cronologia completa delle presenze e delle reti in nazionale ― Italia | Cronologia completa delle presenze e delle reti in nazionale ― Italia | Cronologia completa delle presenze e delle reti in nazionale ― Italia | Cronologia completa delle presenze e delle reti in nazionale ― Italia | Cronologia completa delle presenze e delle reti in nazionale ― Italia |
| Data                                                                  | Città                                                                 | In casa                                                               | Risultato                                                             | Ospiti                                                                | Competizione                                                          | Reti                                                                  | Note                                                                  |
| --------------------------------------------------------------------- | --------------------------------------------------------------------- | --------------------------------------------------------------------- | --------------------------------------------------------------------- | --------------------------------------------------------------------- | --------------------------------------------------------------------- | --------------------------------------------------------------------- | --------------------------------------------------------------------- |
| 10-8-2010                                                             | Londra                                                                | Italia                                                                | 0 – 1                                                                 | Costa d'Avorio                                                        | Amichevole                                                            | -                                                                     | 59’                                                                   |
| 17-11-2010                                                            | Klagenfurt am Wörthersee                                              | Romania                                                               | 1 – 1                                                                 | Italia                                                                | Amichevole                                                            | -                                                                     | 60’                                                                   |
| 10-8-2011                                                             | Bari                                                                  | Italia                                                                | 2 – 1                                                                 | Spagna                                                                | Amichevole                                                            | -                                                                     | 59’                                                                   |
| 2-9-2011                                                              | Tórshavn                                                              | Fær Øer                                                               | 0 – 1                                                                 | Italia                                                                | Qual. Euro 2012                                                       | -                                                                     | 83’                                                                   |
| 6-9-2011                                                              | Firenze                                                               | Italia                                                                | 1 – 0                                                                 | Slovenia                                                              | Qual. Euro 2012                                                       | -                                                                     | 76’                                                                   |
| 11-11-2011                                                            | Breslavia                                                             | Polonia                                                               | 0 – 2                                                                 | Italia                                                                | Amichevole                                                            | 1                                                                     |                                                                       |
| 15-11-2011                                                            | Roma                                                                  | Italia                                                                | 0 – 1                                                                 | Uruguay                                                               | Amichevole                                                            | -                                                                     | 49’                                                                   |
| 1-6-2012                                                              | Zurigo                                                                | Italia                                                                | 0 – 3                                                                 | Russia                                                                | Amichevole                                                            | -                                                                     | 69’                                                                   |
| 10-6-2012                                                             | Danzica                                                               | Spagna                                                                | 1 – 1                                                                 | Italia                                                                | Euro 2012 - 1º turno                                                  | -                                                                     | 37’ 57’                                                               |
| 14-6-2012                                                             | Poznań                                                                | Italia                                                                | 1 – 1                                                                 | Croazia                                                               | Euro 2012 - 1º turno                                                  | -                                                                     | 69’                                                                   |
| 18-6-2012                                                             | Poznań                                                                | Italia                                                                | 2 – 0                                                                 | Irlanda                                                               | Euro 2012 - 1º turno                                                  | 1                                                                     | 74’                                                                   |
| 24-6-2012                                                             | Kiev                                                                  | Inghilterra                                                           | 0 – 0 dts (2 – 4 dtr)                                                 | Italia                                                                | Euro 2012 - Quarti di finale                                          | -                                                                     |                                                                       |
| 28-6-2012                                                             | Varsavia                                                              | Germania                                                              | 1 – 2                                                                 | Italia                                                                | Euro 2012 - Semifinale                                                | 2                                                                     | 37’ 70’                                                               |
| 1-7-2012                                                              | Kiev                                                                  | Spagna                                                                | 4 – 0                                                                 | Italia                                                                | Euro 2012 - Finale                                                    | -                                                                     | \|                                                                    |
| 16-10-2012                                                            | Milano                                                                | Italia                                                                | 3 – 1                                                                 | Danimarca                                                             | Qual. Mondiali 2014                                                   | 1                                                                     | 89’                                                                   |
| 14-11-2012                                                            | Parma                                                                 | Italia                                                                | 1 – 2                                                                 | Francia                                                               | Amichevole                                                            | -                                                                     | 65’                                                                   |
| 6-2-2013                                                              | Amsterdam                                                             | Paesi Bassi                                                           | 1 – 1                                                                 | Italia                                                                | Amichevole                                                            | -                                                                     | 61’                                                                   |
| 21-3-2013                                                             | Ginevra                                                               | Italia                                                                | 2 – 2                                                                 | Brasile                                                               | Amichevole                                                            | 1                                                                     | 83’                                                                   |
| 26-3-2013                                                             | Ta' Qali                                                              | Malta                                                                 | 0 – 2                                                                 | Italia                                                                | Qual. Mondiali 2014                                                   | 2                                                                     | 86’                                                                   |
| 31-5-2013                                                             | Bologna                                                               | Italia                                                                | 4 – 0                                                                 | San Marino                                                            | Amichevole                                                            | -                                                                     | 50’                                                                   |
| 7-6-2013                                                              | Praga                                                                 | Rep. Ceca                                                             | 0 – 0                                                                 | Italia                                                                | Qual. Mondiali 2014                                                   | -                                                                     | 68’, 72’                                                              |
| 11-6-2013                                                             | Rio de Janeiro                                                        | Italia                                                                | 2 – 2                                                                 | Haiti                                                                 | Amichevole                                                            | -                                                                     | 54’                                                                   |
| 16-6-2013                                                             | Rio de Janeiro                                                        | Messico                                                               | 1 – 2                                                                 | Italia                                                                | Conf. Cup 2013 - 1º turno                                             | 1                                                                     | 78’ 86’                                                               |
| 19-6-2013                                                             | Recife                                                                | Italia                                                                | 4 – 3                                                                 | Giappone                                                              | Conf. Cup 2013 - 1º turno                                             | 1                                                                     |                                                                       |
| 22-6-2013                                                             | Salvador                                                              | Italia                                                                | 2 – 4                                                                 | Brasile                                                               | Conf. Cup 2013 - 1º turno                                             | -                                                                     |                                                                       |
| 10-9-2013                                                             | Torino                                                                | Italia                                                                | 2 – 1                                                                 | Rep. Ceca                                                             | Qual. Mondiali 2014                                                   | 1                                                                     | 30’                                                                   |
| 15-10-2013                                                            | Napoli                                                                | Italia                                                                | 2 – 2                                                                 | Armenia                                                               | Qual. Mondiali 2014                                                   | 1                                                                     | 54’                                                                   |
| 15-11-2013                                                            | Milano                                                                | Italia                                                                | 1 – 1                                                                 | Germania                                                              | Amichevole                                                            | -                                                                     |                                                                       |
| 18-11-2013                                                            | Londra                                                                | Italia                                                                | 2 – 2                                                                 | Nigeria                                                               | Amichevole                                                            | -                                                                     |                                                                       |
| 4-6-2014                                                              | Perugia                                                               | Italia                                                                | 1 – 1                                                                 | Lussemburgo                                                           | Amichevole                                                            | -                                                                     | 79’                                                                   |
| 14-6-2014                                                             | Manaus                                                                | Inghilterra                                                           | 1 – 2                                                                 | Italia                                                                | Mondiali 2014 - 1º turno                                              | 1                                                                     | 73’                                                                   |
| 20-6-2014                                                             | Recife                                                                | Italia                                                                | 0 – 1                                                                 | Costa Rica                                                            | Mondiali 2014 - 1º turno                                              | -                                                                     | 69’                                                                   |
| 24-6-2014                                                             | Natal                                                                 | Italia                                                                | 0 – 1                                                                 | Uruguay                                                               | Mondiali 2014 - 1º turno                                              | -                                                                     | 22’ 46’                                                               |
| 28-5-2018                                                             | San Gallo                                                             | Italia                                                                | 2 – 1                                                                 | Arabia Saudita                                                        | Amichevole                                                            | 1                                                                     | 58’                                                                   |
| 1-6-2018                                                              | Nizza                                                                 | Francia                                                               | 3 – 1                                                                 | Italia                                                                | Amichevole                                                            | -                                                                     | 86’                                                                   |
| 7-9-2018                                                              | Bologna                                                               | Italia                                                                | 1 – 1                                                                 | Polonia                                                               | UEFA Nations League 2018-2019 - 1º turno                              | -                                                                     | 61’                                                                   |
| Totale                                                                |                                                                       | Presenze                                                              | 36                                                                    |                                                                       | Reti (22º posto)                                                      | 14                                                                    |                                                                       |

### Record
- Con 3 gol al campionato europeo, è il miglior realizzatore della nazionale italiana, a pari merito con Antonio Cassano.[22]
- Con 2 gol alla Confederations Cup, è il miglior realizzatore della nazionale italiana (a pari merito con Daniele De Rossi e Giuseppe Rossi).[23]

## Palmarès

### Club

#### Competizioni giovanili
- Campionato Primavera: 1

Inter: 2006-2007
- Torneo di Viareggio: 1

Inter: 2008

#### Competizioni nazionali
- Campionato italiano: 3

Inter: 2007-2008, 2008-2009, 2009-2010
- Supercoppa italiana: 1

Inter: 2008
- Coppa Italia: 1

Inter: 2009-2010
- Coppa d'Inghilterra: 1

Manchester City: 2010-2011
- Campionato inglese: 1

Manchester City: 2011-2012
- Community Shield: 1

Manchester City: 2012

#### Competizioni internazionali
- UEFA Champions League: 1

Inter: 2009-2010

### Individuale
- Capocannoniere della Coppa Italia: 1

2007-2008 (4 gol, a pari merito con Vincenzo Iaquinta e Julio Ricardo Cruz)
- European Golden Boy: 1

2010
- Capocannoniere dell'Europeo: 1

2012 (3 gol, a pari merito con Mario Mandžukić, Mario Gómez, Cristiano Ronaldo, Alan Dzagoev e Fernando Torres)
- Squadra del Torneo UEFA degli Europei: 1

Polonia-Ucraina 2012
- Gran Galà del calcio AIC: 1

Squadra dell'anno: 2013